# Jason Narvy
Jason Andrew Narvy (27 de marzo de 1974) es un actor estadounidense que pasó varios años interpretando el personaje Eugene "Skull" Skullovitch en la serie de televisión Power Rangers y protagonizó dos películas basadas en la serie.
Narvy nació en Tarzana, California y creció en Newbury Park. Después de dejar el show, se quedó en Los Ángeles para continuar su educación. Recibió una licenciatura en Inglés en el Franklin and Marshall College en Lancaster, Pennsylvania, una licenciatura en letras y literatura en el Mary Baldwin College y American Shakespeare Center en Staunton, Virginia. Participó en la Compañía de Teatro para Jóvenes de la ASC como director e instructor de Master Class Fight Workshop en 2004. En 2010 se graduó en la Universidad de California, Santa Bárbara, con un doctorado en Estudios de Teatro.

## Filmografía

### Televisión
- Mighty Morphin Power Rangers / Power Rangers Zeo / Power Rangers Turbo / Power Rangers en el espacio - Eugene "Skull" Skullovitch
- Power Rangers Lost Galaxy - Eugene "Skull" Skullovitch (aparece en el primer episodio)
- Power Rangers Wild Force - Eugene "Skull" Skullovitch (aparición en el episodio: "Forever Red")
- Power Rangers Super Samurai - Eugene "Skull" Skullovitch (en el último episodio)

### Voz
- Masked Rider - Combat Chopper (voz)
- Power Rangers Turbo - Skull's chimp form (voz, mitad de la primera temporada)

### Películas
- Power Rangers: la película - Eugene "Skull" Skullovitch
- Turbo: A Power Rangers Movie - Eugene "Skull" Skullovitch
- Wicked Game - Guile Lydon